# Lijst van voetbalinterlands Cookeilanden - Nieuw-Caledonië
Deze lijst van voetbalinterlands is een overzicht van alle officiële voetbalwedstrijden tussen de nationale teams van de Cookeilanden en Nieuw-Caledonië. De landen hebben tot op heden drie keer tegen elkaar gespeeld. De eerste ontmoeting, een kwalificatiewedstrijd voor het Wereldkampioenschap voetbal 2006, werd gespeeld in Honiara (Salomonseilanden) op 17 mei 2004. Het laatste duel, een groepswedstrijd tijdens de Pacifische Spelen 2023, vond plaats op 24 november 2023 in Honiara (Salomonseilanden).

## Wedstrijden
| № | Plaats  | Datum            | Competitie             | Wedstrijd                      | Uitslag |
| - | ------- | ---------------- | ---------------------- | ------------------------------ | ------- |
| 1 | Honiara | 17 mei 2004      | WK 2006 kwalificatie   | Nieuw-Caledonië - Cookeilanden | 8 − 0   |
| 2 | Apia    | 29 augustus 2007 | WK 2010 kwalificatie   | Nieuw-Caledonië - Cookeilanden | 3 − 0   |
| 3 | Honiara | 24 november 2023 | Pacifische Spelen 2023 | Cookeilanden − Nieuw-Caledonië | 0 − 8   |

## Samenvatting
| Competitie        | Totaal gespeeld | Winst Cookeilanden | Gelijk | Winst Nieuw-Caledonië | Doelsaldo Cookeilanden – Nieuw-Caledonië |
| ----------------- | --------------- | ------------------ | ------ | --------------------- | ---------------------------------------- |
| WK-kwalificatie   | 2               | 0                  | 0      | 2                     | 0 − 11                                   |
| Pacifische Spelen | 1               | 0                  | 0      | 1                     | 0 − 8                                    |
| Totaal            | 3               | 0                  | 0      | 3                     | 0 − 19                                   |

CIFA · 
Cookeilands vrouwenelftal
Interlands
Tegenstander:
Amerikaans-Samoa ·
Australië ·
Fiji ·
Nieuw-Caledonië ·
Nieuw-Zeeland ·
Papoea-Nieuw-Guinea ·
Salomonseilanden ·
Samoa ·
Tahiti ·
Tonga ·
Vanuatu
FCF · A-internationals ·
Nieuw-Caledonisch vrouwenelftal
2000 – 2009 ·
2010 – 2019 ·
2020 − 2029
Amerikaans-Samoa ·
Australië ·
Bulgarije ·
Cookeilanden ·
Estland ·
Fiji ·
Guadeloupe ·
Guam ·
Martinique ·
Mauritius ·
Nieuw-Zeeland ·
Papoea-Nieuw-Guinea ·
Salomonseilanden ·
Samoa ·
Tahiti ·
Tonga ·
Vanuatu ·